# Help Wanted
"Help Wanted" é o episódio piloto da série de televisão animada estadunidense SpongeBob SquarePants, transmitido originalmente nos Estados Unidos em 1º de maio de 1999 através do canal de televisão Nickelodeon após a emissão televisiva da cerimônia de prêmios infantis do mesmo canal. O seu enredo foi escrito por Stephen Hillenburg, que também serviu como diretor e artista de storyboard, Derek Drymon, que igualmente serviu como artista de storyboard, e Tim Hill. A animação, por sua vez, foi dirigida pelo diretor de supervisão da série, Alan Smart. "Help Wanted" apresenta uma performance musical póstuma de Tiny Tim cantando o tema "Livin' in the Sunlight, Lovin' in the Moonlight".
O episódio acompanha o protagonista, uma esponja jovem antropomórfica chamada SpongeBob SquarePants, tentando conseguir um emprego no Krusty Krab, um restaurante local. No entanto, tem a tarefa de encontrar uma espátula mecânica aparentemente rara porque o proprietário, Mr. Krabs, considera-o não qualificado para o cargo. Eventualmente, multidões de anchovas vorazes vão ao Krusty Krab e exigem refeições. SpongeBob retorna de sua missão, tendo cumprido o pedido do Mr. Krabs e encontrado uma espátula mecânica que posteriormente usa para satisfazer a fome das anchovas. Então, contra os desejos do caixa Squidward Tentacles, SpongeBob é recebido por Mr. Krabs como um funcionário do restaurante.
Hillenburg, criador de SpongeBob SquarePants, inicialmente concebeu a série em 1994 e começou a trabalhar nela logo após o cancelamento de Rocko's Modern Life dois anos depois. Para vocalizar SpongeBob, aproximou-se de Tom Kenny, com quem havia trabalhado em Rocko's Modern Life e, para o enredo, originalmente teve a ideia de ter SpongeBob e Squidward em uma viagem, inspirado-se no filme Powwow Highway (1989). Contudo, Hillenburg desistiu e, juntamente com Kenny e Derek Drymon, idealizaram um conceito novo baseado em uma experiência de Hillenburg enquanto membro dos Boy Scouts. A ideia original seria usada posteriormente no episódio "Pizza Delivery", mais tarde na temporada.
Em geral, "Help Wanted" foi recebido com opiniões positivas pelos membros da crítica especialista em televisão animada. Segundo os dados publicados pelo serviço de mediação de audiências Nielsen Ratings, foi assistido por uma média de 6,90 milhões de telespectadores ao longo da sua transmissão original, recebendo a classificação de 3,6 no perfil demográficos dos telespectadores entre os dois aos onze anos de idade. Não obstante, como a Nickelodeon não queria pagar ao patrimônio de Tiny Tim pelos direitos de autor, o episódio foi excluído do lançamento em DVD da primeira temporada de SpongeBob SquarePants. Desde então, foi incluso como um episódio bônus em vários outros DVDs da série.

## Produção

### Desenvolvimento

Um storyboard original de uma cena de "Help Wanted" quando a equipe ainda usava o nome de trabalho inicial SpongeBoy Ahoy!. Nota-se, por exemplo, que SpongeBob se chamava SpongeBoy e que o nome original do Krusty Krab era "Krusty Krew".

O enredo de "Help Wanted" foi escrito por Stephen Hillenburg, Derek Drymon, e Tim Hill, e a animação foi dirigida por Alan Smart, diretor de supervisão do programa. Hillenburg, criador da série, foi também o diretor, enquanto Drymon trabalhou como artista de storyboard.
Inicialmente, Hillenburg concebeu o programa em 1994 e começou a trabalhar nele logo após o cancelamento de Rocko's Modern Life dois anos depois. O seu plano original era de os roteiristas escreverem um storyboard para um possível episódio e o enviassem à Nickelodeon. Uma das ideias originais era de uma viagem de SpongeBob e Squidward, inspirada no filme Powwow Highway (1989), todavia, embora tenha sido desenvolvida, Hillenburg eventualmente desistiu dela. Porém, a equipe viria a ressuscitá-la durante a primeira temporada, e muitas das outras ideias concebidas viriam a ser integradas no episódio "Pizza Delivery".
Originalmente, o protagonista iria ser nomeado SpongeBoy, e a série SpongeBoy Ahoy! No entanto, após a dublagem do piloto original de sete minutos ter sido gravada em novembro de 1997, o departamento jurídico da Nickelodeon descobriu que o nome SpongeBoy já estava em uso para um esfregão. Hillenburg, que insistiu que o nome dado ao personagem tinha que conter "Sponge" (em português:  esponja) para que os espectadores não confundissem o personagem com um "homem queijo", decidiu usar o nome "SpongeBob" e escolheu "SquarePants" (em português:  calça quadrada) como o sobrenome, pois fazia referência à forma quadrada do personagem e "soava bem".
"Os executivos da Nickelodeon voaram para Burbank, e apresentamos a ideia a eles a partir de storyboards. Tínhamos brinquedos apertados, usamos camisas havaianas e uma caixa de som para tocar a canção de Tiny Tim  ['Livin' in the Sunlight, Lovin' in the Moonlight'] que toca no terceiro ato. Nós realmente apostamos tudo nessa apresentação porque sabíamos que o piloto viveria ou morreria se os executivos rissem. Quando acabou, eles saíram da sala para discutir o assunto; nós descobrimos que eles voariam de volta para Nova Iorque e ouviríamos a resposta em algumas semanas. Ficamos surpresos quando eles voltaram no que pareceram minutos e disseram que queriam produzir a ideia."
— Derek Drymon, roteirista de "Help Wanted" e artista de storyboard de SpongeBob SquarePants.
Enquanto jantavam, Hillenburg e Drymon conceberam a ideia para "Help Wanted" com base em uma experiência de Hillenburg nos Boy Scouts. Mais tarde, o primeiro trabalhou em um esboço com Hill. No verão de 1997, enquanto apresentava o desenho animado para os executivos da Nickelodeon, Hillenburg vestiu uma camisa havaiana, trouxe um "terrário subaquático com modelos dos personagens" e música havaiana para definir o tema. Esta configuração foi descrita pelo executivo Eric Coleman como "bastante incrível." Passadas duas semanas após receberem o dinheiro para escreverem o episódio piloto, Drymon, Hillenberg e Jennings retornaram com o que Albie Hecht, presidente da Nickelodeon, descreveu como "uma performance que [eu] gostaria de ter gravado." Segundo Drymon, diretor de criação, embora "estressante," a apresentação correu "muito bem;" Kevin Kay e Hecht tiveram que sair porque estavam "exaustos de rir," deixando os cartunistas preocupados. Com a ajuda de Hill e do diretor de arte Nick Jennings, Hillenburg terminou a ideia e vendeu SpongeBob SquarePants para o canal de televisão. Drymon disse que "a rede aprovou — então estávamos prontos para começar."
De acordo com Cyma Zarghami, presidente da Nickelodeon, "a reação imediata deles [executivos da Nickelodeon] foi vê-la novamente, porque gostaram e foi diferente de tudo que já haviam visto antes." Hillenburg disse que a construção dos personagens do episódio foi frouxa, mas o desenvolvimento dos mesmos já era "bastante forte."

### Design
Quando a equipe começou a produção do episódio, eles foram encarregados de projetar os locais onde "a série retornaria várias vezes e em que a maior parte da ação aconteceria, como o Krusty Krab e a casa de abacaxi do SpongeBob". Hillenburg teve uma "visão clara" de como ele queria que a série fosse. A ideia era "manter tudo náutico" e a equipe usou cordas, pranchas de madeira, rodas de navios, redes, âncoras, chapas metálicas e rebites.
O piloto e o restante da série apresentam as "flores do céu" como o plano de fundo principal. Quando o designer de plano de fundo da série, Kenny Pittenger, foi questionado "O que são essas coisas?", ele respondeu: "Elas funcionam como nuvens de certa forma, mas, como a série acontece debaixo d'água, elas não são realmente nuvens". Como a série foi influenciada pela cultura tiki, os pintores de fundo precisam usar muitos padrões. Pittenger disse que "Realmente, as flores do céu são principalmente um elemento de design caprichoso que Steve [Hillenburg] inventou para evocar a aparência de uma camisa havaiana estampada de flores - ou algo assim. Também não sei o que são."

### Formação do elenco

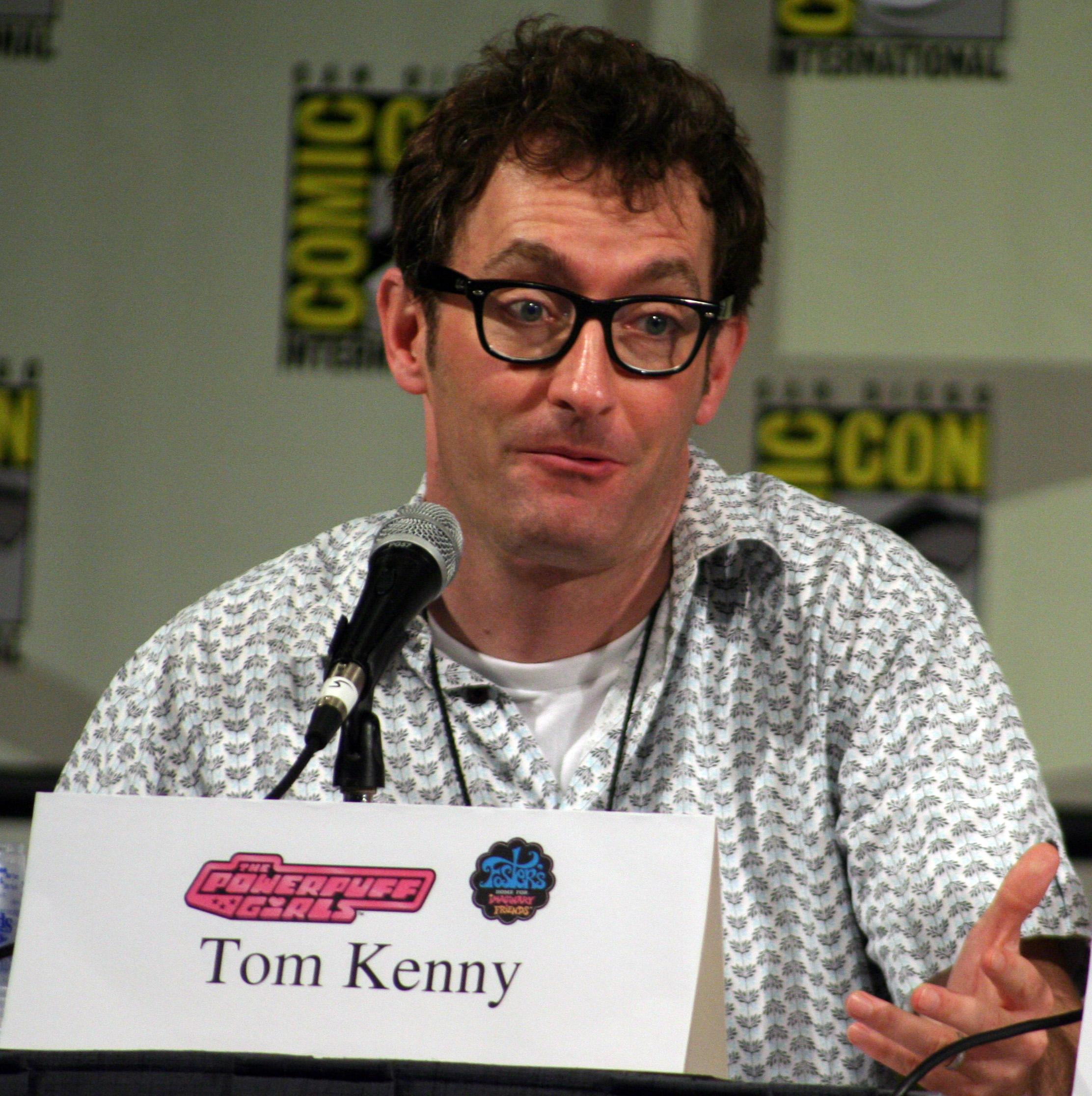
Tom Kenny dublou SpongeBob SquarePants

Enquanto Drymon e Hill estavam escrevendo o piloto, Hillenburg também estava realizando testes para encontrar vozes para os personagens do programa. Ele havia criado o personagem SpongeBob com Tom Kenny, em que ele utilizou as personalidades de Kenny e de outras pessoas para ajudar a criar sua personalidade. Drymon disse: "Tom apareceu algumas vezes para que pudéssemos mostrar o que estávamos trabalhando para ajudá-lo a encontrar a voz certa. Tom já havia trabalhado em muitos outros programas de animação e Steve queria encontrar uma voz original". A voz de SpongeBob foi originalmente usada por Kenny para uma personagem jacaré chamada Al em Rocko's Modern Life, que apareceu no episódio "Dear John". Kenny esqueceu a voz inicialmente, pois a criou apenas para esse uso único. Hillenburg, no entanto, lembrou-se disso quando estava inventando SpongeBob e usou um videoclipe do episódio para lembrar Kenny da voz. Kenny diz que o riso estridente de Bob Esponja foi especificamente destinado a ser único, afirmando que eles queriam um riso irritante na tradição de Popeye e Woody Woodpecker.
Kenny também deu a voz de Gary, o caracol de SpongeBob, e o narrador do episódio. Segundo ele, "sempre foi a intenção de Steve que o narrador fosse um aceno para seu amado Jacques Cousteau." Kenny descreveu a voz de Cousteau como "muito desapaixonada, muito distante, muito simples, mesmo quando descreve algo milagroso e bonito". No início, eles descobriram que o narrador "apenas parece entediado", então decidiram que ele "precisava parecer um pouco divertido e brincalhão". Kenny disse que "'É a coisa mais incrível que eu já vi na minha vida'. Descobrimos que depois de um tempo tivemos que tornar o narrador um pouco mais brincalhão do que isso."
Bill Fagerbakke dublou o melhor amigo de Bob Esponja, uma estrela do mar chamada Patrick Star no episódio. Ele fez o teste para o papel depois que Kenny foi escalado como Bob Esponja. Fagerbakke disse: "Steve é um cara adorável, e eu não sentia absolutamente nada pelo material". Ele descreveu sua experiência na audição, dizendo que "Eu estava apenas indo para outra audição, e não tinha ideia do que estava reservado lá em termos de notável inteligência visual e realmente o tipo de humanidade infantil agradável no programa. Eu não pude pegar isso no material da audição. Eu só estava tentando superficialmente dar ao cara o que ele queria". Para Squidward Tentacles, Hillenburg originalmente tinha em mente Mr. Lawrence para o papel. Lawrence trabalhou com Hillenburg e Drymon antes em Rocko's Modern Life, então, enquanto trabalhava no episódio, Hillenburg o convidou para uma audição para todos os personagens. Drymon disse que "Estávamos mostrando a Doug o storyboard, e ele começou a ler para nós em sua voz de Tony the Tiger/Gregory Peck. Foi muito engraçado, e acabamos fazendo SpongeBob usar uma voz profunda quando ele entrou no Krusty Krab pela primeira vez." Porém, Hillenburg decidiu dar a Lawrence a parte do vilão da série, Plankton.

### Música

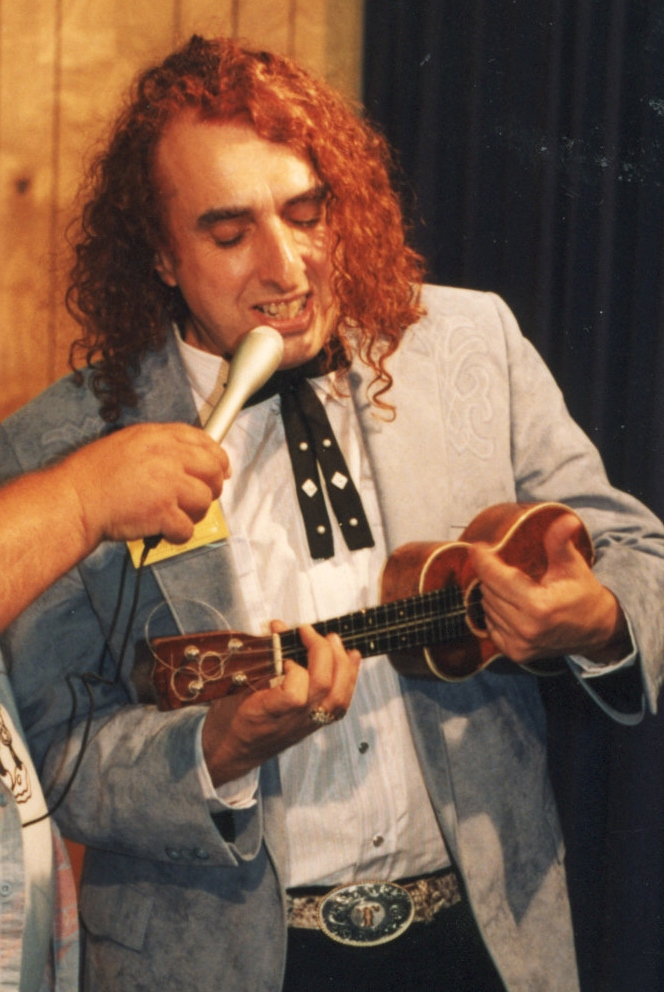
A canção de Tiny Tim "Livin 'in the Sunlight, Lovin' in the Moonlight" foi destaque no episódio

O episódio apresenta a canção "Livin' in the Sunlight, Lovin' in the Moonlight" de Tiny Tim. No momento em que o piloto já havia sido concluído, o editor de música Nick Carr foi solicitado a reequipar a música existente. Carr disse: "Quando eu comecei em SpongeBob, meus deveres eram principalmente editoriais de música, mas rapidamente me colocaram na cadeira de compositores/supervisores." A equipe de produção não tinha orçamento nem música, mas colocou o orçamento na música de Tiny Tim. Carr disse que "É um cenário tristemente familiar com a maioria dos desenhos animados para a televisão. Quando chega a hora de considerar a música, o orçamento é insuficiente".
A ideia de usar "Livin' in the Sunlight, Lovin' in the Moonlight" surgiu quando alguém enviou uma fita para Hillenburg com "um monte de música". Enquanto os roteiristas desenvolviam o programa fora da Nickelodeon, Hillenburg tocou a música para Drymon como um exemplo do entusiasmo que procurava. Quando chegou a hora de escrever o piloto, eles tiveram a ideia de usar a música no terceiro ato. Eventualmente, a equipe conseguiu o direito de usar a música para o piloto, mas tudo o que eles tinham era "a cópia ruim da fita antiga de Steve". Os escritores puderam usar a música, pois uma das mulheres que trabalhavam na Nickelodeon na época "conhecia alguém em algum lugar que tinha acesso a alguma coisa", e ela trouxe uma cópia da música em CD. Drymon disse que "Tivemos muita sorte por ela ter tido o contato, caso contrário não poderíamos usá-lo. A parte triste foi que Tiny Tim morreu na época em que escrevíamos o piloto, então ele nunca soube que usamos a música dele".
Jeff Hutchins estava trabalhando com Hillenburg em Rocko's Modern Life, na parte sonora da animação. Hutchins foi abordado por Hillenburg para fazer música para SpongeBob. Ele foi questionado "20 coisas, como uma buzina de transatlântico", e Hutchins sabia que ele tinha a música que Hillenburg estava procurando. Hutchins disse: "Ofereci-lhe opções e, em alguns casos, várias opções. Combinamos de nos encontrar no portão da Warner Bros. perto da torre de água em 20 minutos." Ele gravou o som em uma fita e encontrou Hillenburg perto do portão. Hutchins disse: "Ele estava tão feliz quanto você poderia imaginar, e lá se foi. Em seguida, a próxima coisa que você sabe, eu estou trabalhando no programa". Hutchins tornou-se o designer de som regular da série.

## Enredo

Bob Esponja (acima) como visto no episódio com a espátula mecânica que ele utilizou para satisfazer a fome das anchovas (abaixo)

No mundo subaquático conhecido como Bikini Bottom, um narrador francês apresenta Bob Esponja Calça Quadrada, uma esponja de tubo amarela jovem hiperativa, otimista, ingênua, irritante, mas bastante amigável, preparando-se para realizar um sonho e uma paixão ao longo da vida, solicitando um trabalho de cozinheiro em um restaurante de fast food, o Siri Cascudo, para o grande aborrecimento do caixa do restaurante e do vizinho ranzinza de Bob, um polvo chamado Lula Molusco Tentáculos. Bob Esponja fica nervoso e reconsidera se candidatar a um emprego no restaurante até que seu melhor amigo, uma estrela do mar chamada Patrick Star, o convence do contrário. Humilhados com a vulnerabilidade, credulidade e inocência de Bob, tanto Lula quanto o proprietário do restaurante, Seu Sirigueijo, um caranguejo, decidem manipular Bob Esponja, pois eles consideram-no como desqualificado para a posição, enviando-o a uma tarefa impossível: comprar uma espátula mecânica aparentemente rara.
Logo após sua partida ansiosa, cinco ônibus contendo multidões de anchovas turísticas vorazes param para comer no Siri Cascudo, todas exigindo refeições furiosamente. Incapazes de satisfazer a fome das anchovas e alarmados pela multidão, Lula Molusco e Seu Sirigueijo são deixados a lidar impotente com a multidão insatisfeita. Não demorou muito para que Bob Esponja retornasse de sua missão, tendo cumprido o pedido do Seu Sirigueijo e encontrando uma espátula mecânica, que ele então utiliza para preparar rapidamente lanches chamados Hambúrgueres de Siri para as anchovas e satisfazer sua fome. Depois que a multidão desaparece, Bob Esponja é bem-vindo como um funcionário do Siri Cascudo, para o desgosto de Lula Molusco. Depois que Seu Sirigueijo sai, Patrick ordena um Hambúrguer de Siri e é arremessado do estabelecimento para uma reprise quase invisível e audivelmente maníaca da façanha de Bob. O episódio termina com Lula chamando Seu Sirigueijo.

## Lançamento
SpongeBob SquarePants exibiu seu primeiro episódio, "Help Wanted", juntamente com os episódios irmãos "Reef Blower" e "Tea at the Treedome", em 1º de maio de 1999, após a exibição televisiva do Kids' Choice Awards do mesmo ano. A série fez sua estreia "oficial" em 17 de julho com os episódios "Bubblestand" e "Ripped Pants".
"Help Wanted" foi excluído do DVD da primeira temporada (SpongeBob SquarePants: The Complete 1st Season), apresentando o restante dos episódios da primeira temporada, desde o seu lançamento em 28 de outubro de 2003, porque a Nickelodeon não queria pagar a propriedade de Tiny Tim pelos direitos do DVD, porque sua música no episódio estava protegida por direitos autorais. Drymon disse que "'Help Wanted' teve que ser deixado de fora[...]" Apesar disso, o lançamento alemão do DVD da primeira temporada inclui o episódio. "Help Wanted" foi posteriormente inserido no DVD da terceira temporada (SpongeBob SquarePants: The Complete 3rd Season) como um bônus em 27 de setembro de 2005. Em 22 de setembro de 2009, "Help Wanted" foi lançado no DVD SpongeBob SquarePants: The First 100 Episodes, juntamente com todos os episódios das temporadas um a cinco. Este DVD contém um recurso especial chamado "Help Wanted" the Seven Seas Edition que apresenta "Help Wanted" em vários idiomas. O episódio "Help Wanted" também foi um bônus no DVD chamado SpongeBob SquarePants: 10 Happiest Moments lançado em 14 de setembro de 2010. Em 29 de abril de 2014, o episódio foi lançado no DVD de compilação "SpongeBob, You're Fired!". Após o lançamento, a coleção foi rapidamente esgotada na Best Buy e estava vendendo "rapidamente" em varejistas online, incluindo Amazon.com, Barnes & Noble e Walmart.
Em 2013, os principais membros do elenco da série, incluindo Tom Kenny, Clancy Brown, Rodger Bumpass e Bill Fagerbakke, realizaram um read-through ao vivo do episódio durante o evento "SpongeBob Fan Shellabration". O read-through aconteceu em um palco de efeitos sonoros na Universal Studios Hollywood de 7 a 8 de setembro. O evento também recebeu a exibição dos vídeos vencedores do concurso inaugural "SpongeBob SquareShorts: Original Fan Tributes".

## Repercussão
O piloto de SpongeBob é um dos melhores pilotos que eu já vi, porque transmite uma personalidade forte para o personagem e uma forte sensibilidade para o programa em geral. É interessante lembrar que o programa não foi um grande sucesso imediatamente. Foi realmente muito bom e interessante e seguiu seu próprio caminho por um tempo antes que as pessoas percebessem.

Eric Coleman, executivo responsável pela produção de SpongeBob SquarePants.
Após o seu lançamento, "Help Wanted" obteve uma classificação Nielsen de 6,3, ou 6,9 milhões de espectadores no total, incluindo 3,6 milhões de crianças de 2 a 11 anos. Além disso, o episódio recebeu críticas geralmente favoráveis de críticos. Michael Cavna do The Washington Post colocou "Help Wanted" na posição três de uma lista de cinco melhores episódios de SpongeBob. Outros episódios da lista são "Band Geeks", "Ripped Pants", "Just One Bite" e "Idiot Box". Cavna assistiu novamente ao episódio em 2009 e disse que "grande parte do estilo e do polimento já está em vigor". Nancy Basile da About.com disse que "[o] humor e a essência otimista de SpongeBob são evidentes mesmo neste primeiro episódio". Maxie Zeus do Toon Zone disse que o episódio é um "vencedor". Em um artigo da Associated Press, Frazier Moore elogiou a música em destaque no episódio ("Livin' in the Sunlight, Lovin' in the Moonlight") chamando-o de "parte inesperada".
O escritor Kent Osborne considera o episódio como um de seus favoritos e o chama de "realmente bom". Eric Coleman, vice-presidente de desenvolvimento e produção de animação da Nickelodeon, elogiou o episódio e o chamou de "um dos melhores pilotos" porque "transmite uma personalidade forte".
Em uma crítica sobre o DVD da primeira temporada, Jason Bovberg, do DVD Talk, ficou decepcionado com o pacote, dizendo: "Onde está? Esta é talvez a única decepção do pacote. Fiquei um pouco irritado com os loooongos menus animados que apresentam todos os personagens, um por um, mas é realmente esse episódio faltando que me deixa chateado." Bill Treadway, do DVD Verdict, sobre a exclusão do episódio do DVD, disse: "É uma pequena falha em um pacote de alto nível". Em uma crítica ao DVD da terceira temporada, Bryan Pope, do DVD Verdict, sobre o episódio como um bônus, disse: "O adicional mais intrigante é o episódio piloto da série, 'Help Wanted'". Ele perguntou em sua crítica: "Por que lançá-lo agora, em vez de em seu lugar natural com a primeira temporada?" Apesar disso, ao finalizar a crítica, ele disse: "Independentemente disso, os completistas de SpongeBob apreciarão sua inclusão aqui".